# Тихоокеанско-азиатский чемпионат по кёрлингу среди юниоров 2008
Тихоокеанско-азиатский чемпионат по кёрлингу среди юниоров 2008 проводился в городе Чонджу (Республика Корея) с 16 по 20 января 2008 года одновременно для мужских и женских команд. Чемпионат являлся квалификационным турниром для участия в чемпионате мира 2008 (квалифицировались по одной лучшей мужской и женской команде), проводился в 4-й раз.
В мужской и женской частях чемпионата принимали участие по 4 команды.
В мужском турнире для участия в чемпионате мира квалифицирована сборная Китая.
В женском турнире для участия в чемпионате мира квалифицирована сборная Японии.

## Формат соревнований
И в мужском, и в женском турнирах команды в одной группе играют между собой по круговой системе в два круга. Команды в группе ранжируются по количеству побед, при одинаковом количестве побед у двух или более команд — по результату встречи между этими командами, если команды претендуют на одно из первых трёх мест в группе (с которого могут выйти во второй этап, плей-офф) — проводится дополнительный матч между этими командами (тай-брейк). Три лучшие команды проходят во второй этап, плей-офф, проводящийся по «неполной» олимпийской системе: команды, занявшие на групповом этапе 2-е и 3-е место, встречаются в полуфинале, победитель полуфинала играет в финале с командой, занявшей на групповом этапе 1-е место.
Все матчи играются в 10 эндов. Время начала матчей указано местное (UTC+9).

## Мужской турнир

### Составы команд
| Команда          | Четвёртый     | Третий        | Второй        | Первый      | Запасной       | Тренер            |
| ---------------- | ------------- | ------------- | ------------- | ----------- | -------------- | ----------------- |
| Китай            | Цзан Цзялян   | Wang Zi       | Yang Tuo      | Чэнь Луань  | Цзи Яньсун     | Ли Хунчэнь        |
| Новая Зеландия   | Kris Miller   | Mat Weir      | Tim Thomas    | Tim Miller  | Alex Bauer     | Питер Бекер       |
| Республика Корея | Lee Han-Sol   | Shin Bong-Yuk | Lee Je Myoung | Lee Se Jin  | Choi Dae-Seong | Hong Jun Pyo      |
| Япония           | Yuki Sakamoto | Юта Мацумура  | Ryo Ogihara   | Hayato Sato | Кэйта Сато     | Tamotsu Matsumura |

Скипы выделены полужирным шрифтом